# 加持祈祷
加持祈禱（かじきとう、旧字体：加持祈󠄀禱）とは、密教において重視される仏の呪力を願う一種の儀式。

## 概要
「加持」とはadhiṣṭhānaの訳で手印・真言呪・観想などの方法で加護を衆生に与えること、「祈祷」とは呪文を唱えて神仏に祈ることを意味する。従って、本来は祈祷は加持を得るための手段の1つに過ぎないが、混同されて用いられることが多い。
真言密教においては、手に印契を結び鈷を用いて、護摩をたき、真言（マントラ）を口唱して仏の加護を求める。祈祷を行う儀式である修法（しゅうほう）には大きく分けて息災・増益・敬愛・調伏の4つの体系があり、これにより除災招福などの現世利益を期待した。
日本ではこうした加持祈祷は仏教伝来以後日本古来の呪法と結びつきながらしばしば行われ、聖徳太子が父用明天皇のために法隆寺を建立したこと、天武天皇が皇后鸕野皇女（後の持統天皇）のために薬師寺の建立を行ったことも加持祈祷の一環であったとされる。また、鎮護国家の思想とも結びついて「金光明経」や「仁王経」の読経が盛んに行われた。
だが、加持祈祷が広く行われるようになったのは密教伝来以後の平安時代以後のことである。密教においては加持は仏の大悲大智が衆生に加わり（加）、衆生がこれを受け取ること（持）と解し、行者が手印を結び、口から真言を発し、心に本尊を観ずれば、行者の三業を清浄にして即身成仏が可能になるという「三密加持」説が唱えられ、また効験を得るために特定の陀羅尼・印契を修して念じる呪法を祈祷と捉え積極的に行った。更に陰陽道の発達によってその要素を取り込みながら日本独自の加持祈祷が成立することになる。
平安時代中期には皇室から庶民に至るまで、国家の大事から日常の些事まで全て加持祈祷によって解決しようとする風潮が高まった。天皇個人のための祈祷を行う護持僧が、延暦寺・園城寺・東寺などの密教の大寺院の高僧から選任されたほか、国家・宮中行事として宮中で正月に開催される後七日御修法をはじめ、御斎会・仁王会・維摩会の南都三大会、興福寺法華会・法勝寺大乗会・円宗寺最勝会の北京三大会などが開かれ、この他にも天災・疫病・出産など様々な名目で各種の祈祷（請雨法・孔雀王法・仏眼法・尊星法・七仏薬師法・愛染王法・北斗法・普賢延命法など）が行われた。
本来は願主が修法を行う寺院に赴くのが正しいが、実際には僧侶が願主の邸宅などに赴いて修法を行ったり、願主の代理としてその衣服を遣わしたりすることもあった。なお、陰陽師の呪法も仏僧の加持祈祷と目的が重複することが多く、陰陽師が占いで神気を見た場合には仏僧は修法を辞退して陰陽師に任せる場合もあった。万寿2年（1025年）、藤原道長の娘・藤原嬉子が重態になった際に陰陽師が道長に神気が見えると告げ、僧侶も修法を辞退したにもかかわらず、道長は藤原顕光の怨霊を恐れて強引に修法を行わせ、その結果嬉子が死亡したと藤原実資はこれを非難している（『小右記』万寿2年8月5日条）。これは当時、病気を引き起こす祟りの起因によって僧侶に依頼するか陰陽師に依頼するかが異なるという観念に基づくものであった。
鎌倉仏教においても、曹洞宗や日蓮宗などで民衆の取り込みのために加持祈祷と救済活動を組み合わせた活動が行われた。日蓮宗では、中山法華寺において、日蓮宗大荒行が行われ、満行者には木剣修法による加持祈禱の資格が与えられる。また、陰陽道ともども加持祈祷と医療知識が組み合わさって、民間医療的な活動が行われる場合もあった。一方、浄土真宗では、霊魂の存在を認めず念仏を重視するので行っていない。浄土宗でも『浄土宗略抄』では「いのるによりてやまひもやみ、いのちものぶる事あらば、たれかは一人としてやみしぬる人あらん」として病治しに否定的な見解が示されている。